# Eric Greif
Eric Greif (1962 – 2021) è stato un produttore discografico, manager e avvocato canadese.
Per lo più attivo nell'ambiente heavy metal, Greif lavorò con numerose band, tra cui i Mötley Crüe e i Death.

## Biografia
Greif esordì nel mondo musicale come giornalista di settore. All'età di 19 anni, Eric Greif divenne l'assistente della band Mötley Crüe, per la quale organizzò tour, set e produzioni discografiche fino al 1986, anno in cui lasciò il gruppo.

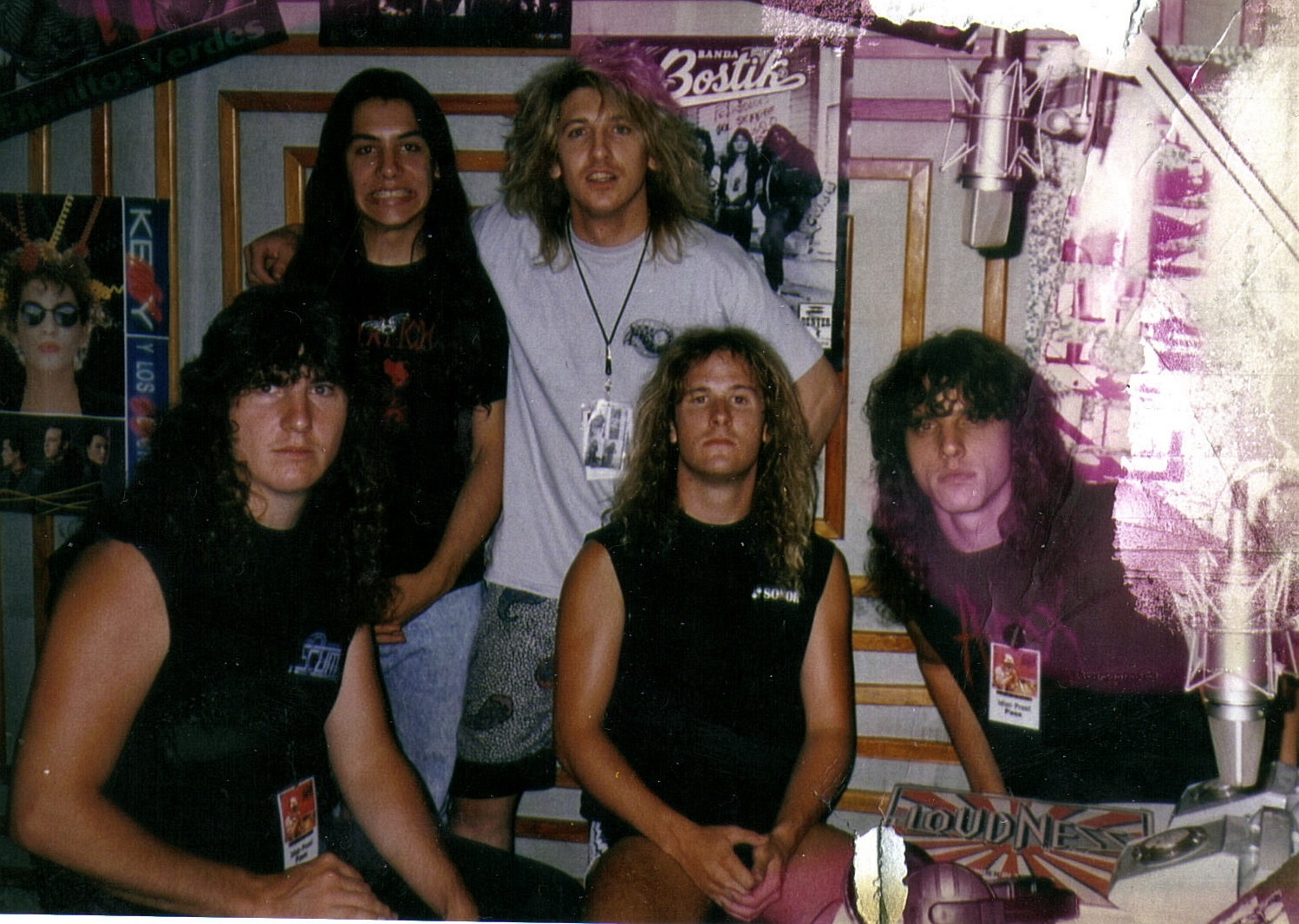
Eric Greif (in piedi, a destra) con i Death nel 1989.

Dal 1988 Greif divenne manager della death metal band Death, per la quale lavorò fino al 1994. Successivamente Eric lavorò per Morbid Saint, Invocator, Num Skull, Viogression, Acrophet e Jackal. Durante la sua carriera musicale Eric svolse anche importanti mansioni come avvocato.
Dopo la scomparsa di Chuck Schuldiner, Greif divenne erede della proprietà intellettuale dell'artista insieme alla famiglia Schuldiner, e fondò la Perseverance Holdings Ltd. in modo da permettere la ripubblicazione degli album dei Death e dei Control Denied, come anche l'organizzazione di concerti tributo in memoria di Schuldiner. Greif si dedicò alla direzione della compagnia sino alla sua morte, avvenuta nel 2021.